# 雅砻粉背蕨
雅砻粉背蕨（学名：Aleuritopteris yalungensis）为中国蕨科粉背蕨属下的一个种。

## 扩展阅读
- 維基物種上的相關：雅砻粉背蕨